# La donna eterna
La donna eterna, o Lei (She: A History of Adventure), è un romanzo fantastico avventuroso di H. Rider Haggard, pubblicato inizialmente sulla rivista The Graphic dall'ottobre 1886 al gennaio 1887.
Nelle ristampe fu straordinariamente popolare all'epoca ed è rimasto uno dei classici della letteratura d'immaginazione.
Il romanzo venne tradotto in italiano per la prima volta nel 1901, pubblicato a puntate su La Domenica del Corriere.
In quest'opera, H. Rider Haggard sviluppò le convenzioni del "filone del mondo perduto", che molti altri autori emularono. Il romanzo generò tre seguiti e ispirò una decina di film, la metà dei quali già nell'epoca del cinema muto.

## Trama

### Prologo
Il curatore di quest'opera, Henry Rider Haggard, indirizza una lettera al lettore, spiegando di aver ricevuto il manoscritto dell'opera da Horace Holly, il quale racconta di aver compiuto un viaggio in Africa Centrale in compagnia del suo pupillo Leo Vincey (il più bel ragazzo mai incontrato a detta dell'autore, ma a suo parere anche assai poco interessante). Holly racconta al Curatore di aver vissuto avventure mirabolanti, e gli chiede di pubblicarlo se e quando egli l'avesse ritenuto opportuno. Quello che seguirà sarà il racconto di Holly, modificato solamente nei nomi dal Curatore, per non rivelare la vera identità dei diretti interessati (come richiesto da Holly stesso).

### Capitolo 1 - Una visita
Holly è nella sua stanza, è sera, e qualche giorno dopo avrebbe avuto gli esami all'università per ottenere la carica di assistente professore. Si guarda allo specchio: più che un uomo sembra un mostro. È proprio questa sua bruttezza che lo ha portato ad essere un tipo schivo, solitario e misogino. Riceve la visita inaspettata (vista la tarda ora) del suo unico amico, Vincey, il quale si presenta con una strana cassa di ferro, le chiavi della stessa, ed una lettera, e gli annuncia che sarebbe morto la notte stessa a causa di un male incurabile del quale è affetto da molto tempo. Egli gli chiede un ultimo favore in punto di morte: Holly avrebbe dovuto prendersi cura di suo figlio Leo di cinque anni, ed al compimento del suo venticinquesimo anno di età, avrebbe dovuto consegnargli la cassa di ferro, e da quel momento in poi il suo compito avrebbe potuto considerarsi compiuto; se (cosa giudicata da Vincey comunque molto improbabile) Holly fosse morto prima di portare a termine il suo compito, Leo avrebbe avuto in consegna la cassa, con tutti gli oneri del caso, e avrebbe potuto decidere se compiere o no la missione in ivi contenuta. Vincey gli racconta di discendere da una famiglia egizia molto antica, e gli svela il vero significato del suo cognome: Vendicatore. Il suo antenato (Callicrate - il Bello per la sua Forza) sacerdote di Iside era fuggito con una principessa della casa reale egizia (Amenarta), infrangendo i voti presi precedentemente; dopo aver errato molto, Callicrate era stato ucciso da una donna in circostanze che Vincey non stette lì a spiegare, ma sua moglie sopravvisse. A detta di Vincey ella era incinta, ed il bambino quando nacque prese il nome di Tisistene (il Potente Vendicatore), che poi aveva dato origine a una lunga discendenza a cui appartengono Vincey e il figlio. Holly accetta e Vincey gli intima che se non avesse portato a termine il suo compito lo avrebbe perseguitato anche da morto. Se ne va dicendo di voler morire da solo, ed Holly non crede sul serio alle sue parole, preferisce crederlo ubriaco e va a dormire. La mattina seguente gli arriva la notizia della sua morte.

### Capitolo 2 - Gli anni passano
Holly sostiene con successo i suoi esami per diventare assistente professore, e subito dopo gli viene recapitata una lettera degli avvocati di Vincey, i quali gli comunicano le istruzioni per iniziare la custodia del bambino. Holly con paura e quasi riluttanza si mette alla ricerca di un alloggio adeguato ed a causa degli impegni che la sua professione comportava (e dato il suo astio verso le donne), Holly trova un uomo (Job) che si sarebbe preso cura del bimbo. Gli anni passano, e Leo cresce nutrendo un profondo affetto verso Holly, il quale lo ama altrettanto. Il bambino diventa un giovane uomo bellissimo, impara il greco e l'arabo come suo padre aveva disposto, ed in un batter d'occhio arriva il suo venticinquesimo compleanno.

### Capitolo 3 - Il coccio di Amenarta
Il giorno del suo venticinquesimo compleanno, la cassa viene aperta da Holly, in presenza naturalmente di Leo, ma anche di Job (in veste di testimone). La cassa contiene una lettera di Vincey al figlio, nella quale lo stesso Vincey diceva di aver tentato di scoprire il mistero recandosi in Africa, ma di essere stato costretto ad imbarcarsi per tornare indietro a causa di una malattia che lo impossibilitava a continuare il viaggio; durante il tempo trascorso in Africa dice di aver conosciuto un uomo del posto, il quale gli parlò di un popolo governato da una donna bianca dai poteri strabilianti, la quale poteva tutto su cose vive e su cose morte. Racconta che dopo molte peripezie arrivò in Grecia, dove incontrò la donna di cui si innamorò, la quale poi morì di parto dando alla luce Leo. Vincey scrive di aver tentato di riprendere il viaggio alla volta dell'Africa, ma di essere sempre stato ostacolato dalla malattia poi sopraggiunta; chiarisce di non essere in realtà stato ucciso da questo male, ma di essersi suicidato, in quanto non sopportava più i dolori che la fase terminale del male lo costringeva a vivere. Chiede al figlio di farsi carico dell'impresa e di scoprire il mistero della loro famiglia, qualora invece Leo avesse deciso di rifiutare il compito assegnatoli, lo supplica di distruggere il contenuto della cassa. Holly è stupito da tali rivelazioni e richieste, e lo addita come pazzo. Leo decide comunque di visionare tutto il contenuto della cassa. Procedendo nell'apertura della seconda e della terza cassetta (le quali erano contenute nella cassa più grande) trovano un coccio molto antico, uno scarabeo (che raffigurava una O, un'oca ed un altro strano geroglifico). Questi segni volevano dire “Suten se Ra” che tradotto significa “Figlio Regale del Sole”) ed una miniatura che raffigurava il volto della madre di Leo. Il coccio era di gran lunga l'elemento più interessante: vi era un'iscrizione antichissima (posta proprio ad opera di Amenarta), la quale raccontava la storia di suo marito Callicrate. Racconta di essere fuggita con lui, inducendolo a trasgredire ai voti presi, e di essere approdata (già al tempo incinta di Tisistene) in un luogo da qualche parte in Africa, in un luogo dominato da una montagna a forma di testa su cui si erge una città ormai disabitata, e di essere stata condotta insieme a suo marito dalla donna che governava quella popolazione indigena. Si trattava di una donna bianca e bellissima, in possesso di un potere immenso e di bellezza e giovinezza eterna (e ne da prova immergendosi nel fuoco, ed uscendone indenne ed ancora più bella). Questa dea, invaghitasi di Callicrate, gli ordina di uccidere sua moglie (dato che a causa della magia egizia di cui la stessa Amenarta era investita, ella non poteva essere uccisa dai poteri magici della dea). Al suo rifiuto decise di ucciderlo, e piangendone le spoglie ordinò ad Amenarta di imbarcarsi immediatamente e di andare lontano. E così fece. Quell'iscrizione, dice, è a testimonianza di quanto accaduto, e per quanto incredibile non è altro che la verità; ella chiede al proprio figlio di tornare in Africa e di imparare il segreto della dea, per poi ucciderla; se lui non ci fosse riuscito, gli chiede di tramandare la storia ai suoi discendenti, in modo che prima o poi, Callicrate venga vendicato. Altre iscrizioni sono presenti sul coccio, ma non di Amenarta: sono tutte iscrizioni dei suoi posteri (tra cui lo stesso Tisistene, il quale dice di non essere riuscito nell'impresa, e che avrebbe tramandato il coccio al proprio figlio). Per quanto assurda la vicenda sia, Leo decide di partire alla volta dell'Africa, ed Holly e Job decidono di seguirlo. Tre mesi dopo quella giornata, i tre si mettono in viaggio.

### Capitolo 4 - La tromba marina
La navigazione verso l'Africa è tutt'altro che facile, infatti vicino alla costa succede l'inimmaginabile: una tromba d'aria colpisce di netto l'imbarcazione su cui viaggiano i tre protagonisti. Holly e Job riescono a mettersi in salvo sul battello, ma Leo è scomparso. Holly comincia a disperarsi, ma non c'è tempo: la tempesta ancora imperversa e bisogna pensare alla propria vita. D'un tratto il corpo ancora in vita di Leo viene scaraventato dalle onde proprio sul battello: Leo è salvo. La tempesta si calma, ma per arrivare a riva i superstiti della tromba d'aria devono ancora affrontare la marea che li spinge a forte velocità contro gli scogli. Riescono nell'impresa e cominciano a navigare tranquillamente nell'estuario di un fiume.

### Capitolo 5 - La testa dell'etiope
Navigando lungo l'estuario, Holly è il primo a scorgere la montagna a forma di testa: le fattezze sono proprio quelle tipiche degli uomini africani, ed è talmente perfetta che sembra scolpita a mano. Si addentrano nel fiume, e poco dopo scorgono un piccolo molo di pietra, tipicamente costruito da uomini, ma senza tracce di vita umana. Passano il giorno risalendo il fiume, ed a un certo punto individuano una bellissima antilope: le sparano e caricano i pezzi migliori come provviste. Intorno a loro ci sono solo paludi, quindi decidono di passare la notte sul battello, attraccandolo ad una pianta. Non riescono comunque a dormire a causa delle continue punture di zanzare, allora decidono di ripararsi con delle coperte. Vengono spaventati da un ruggito: un leone ed una leonessa stanno approfittando della secca che li separa dalla barca per dirigersi verso di loro, evidentemente intenzionati ad attaccare: Leo spara alla leonessa, uccidendola. Il leone è diretto verso di loro, ma un coccodrillo lo afferra per una zampa, ferendolo; il leone inizia una lotta con il rettile, ma ne esce sconfitto, e muore.

### Capitolo 6 - Una cerimonia cristiana primitiva
I quattro sventurati continuano la risalita del fiume fino ad un punto in cui la navigazione diventava impossibile: il fiume si trasforma in canale. Quest'ultimo era evidentemente stato costruito dall'uomo in tempi remoti, ed i nostri protagonisti decidono di cominciare a spingere la barca per risalirlo. La fatica è incredibile, le punture di zanzare li tormentano senza sosta, e Holly attribuisce la loro sopravvivenza in condizioni vitali ed igieniche così disastrose solamente alle dosi di chinino cui si sottoponevano giornalmente. Spingono la barca per giorni e giorni, finché durante una notte non vengono sorpresi da un gruppo di uomini non arabi ma che parlano questa lingua, non tipicamente neri, ma meno scuri e con i capelli meno crespi (si apprenderà poi che il nome della popolazione in questione è Amahagger). Il capo del gruppo di uomini viene chiamato “Padre” ed indossa (a differenza degli altri, i quali sono seminudi) una tunica bianca di lino, ed è trasportato su una portantina. I tre bianchi vengono fatti accomodare in portantine analoghe a quelle di Billali (era questo il nome del Padre), invece Mahomed è costretto a camminare. Billali informa i viaggiatori che sarebbero stati condotti da Lei-cui-bisogna-ubbidire, la quale già da tempo aveva annunciato al suo popolo il loro arrivo, ma non ottengono altre spiegazioni. I quattro vengono condotti all'interno del loro villaggio (“Famiglia”): il paesaggio è diverso dall'immensa distesa di paludi che erano abituati a vedere, infatti si tratta del cratere di un antico vulcano in cui è presente una rigogliosa vegetazione e una distesa di ricchi pascoli. Entrano in una grande caverna dove incontrano il gruppo delle donne, alcune seminude, e altre coperte da una tunica bianca analoga a quella di Billali. La ragazza più bella (di nome Unstane) si avvicina a Leo baciandolo, ed egli ricambia il bacio: questa usanza non sconvolge le altre donne e gli uomini del posto, in quanto si tratta di un'usanza comune presso quel popolo: infatti lì le donne godono degli stessi diritti degli uomini, anzi, si può addirittura parlare di una società matriarcale, dato che l'eredità passa di madre in figlia, ed in alcuni casi il padre non viene minimamente considerato.

### Capitolo 7 - Unstane canta
I viaggiatori vengono condotti all'interno della caverna per passare la notte: da una navata centrale si snodavano molti cunicoli, i quali terminavano con lei loculi terrificanti. Si rendono subito conto che quei luoghi in tempi antichi erano adibiti a tombe, ma comunque decidono di non protestare e si adattano. Il giorno seguente Billali annuncia che si sarebbe recato da Lei, per chiedere cosa fare delle loro vite e, per quanto gli fossero simpatici, non nutriva molto ottimismo, in quanto Lei da che uomo aveva memoria non si era mai mostrata clemente. il Padre parte, ed i giorni passano. Una donna cerca di baciare Job, ma lui la scansa con violenza, offendendola (questo fatto avrà delle conseguenze che poi vedremo). I protagonisti cercano di ottenere informazioni sulla sovrana, ma nessuno è disposto a rivelare più di tanto, non per qualche particolare questione, ma quanto più per il fatto che essenzialmente si sapevano poche e contrastanti notizie sul suo conto. Unstane dice quello che sa: ella si dice essere immortale, più Bella di qualsiasi altra donne passata, presente e futura; i suoi servi sono sordi e muti, cosicché non possano parlare di lei con nessuno; chi non le obbedisce muore, e si mostra al popolo una volta ogni tre o quattro anni, ma sempre coperta da un velo. Ustane personalmente, non credeva alla sua immortalità, credeva piuttosto che Lei scegliesse un marito, e che lo uccidesse non appena ella avesse dato alla luce una bambina, la quale crescendo avrebbe preso il posto della madre. L'ultima sera prima del ritorno di Billali succede un fatto stranissimo: Unstane comincia a cantare per Leo, preannunciando che Lei avrebbe preso il giovane. Ustane poi vede qualcosa attraverso il muro, e cade svenuta; riprendendo conoscenza non vuole rivelare nulla di ciò che aveva visto, per non spaventare i nostri protagonisti.

### Capitolo 8 - La festa, e dopo!
Il giorno seguente i viaggiatori vengono informati che quella sera ci sarebbe stata una festa in loro onore. Ustane è spaventata da questa informazione, e va a chiedere delucidazioni ad un uomo: torna più sollevata ma per nulla tranquilla. La sera attorno al fuoco ci sono circa trentacinque uomini e solo due donne, Ustane e la donna rifiutata da Job; Mahomed viene invitato alla cerimonia, proprio lui che era sempre stato lasciato a mangiare da solo. D'un tratto quest'ultimo viene legato: è pronto per essere cucinato e mangiato. Ovviamente gli altri tre (i quali si erano preventivamente armati, data la curiosa situazione) reagiscono: Holly spara alla donna seduta accanto a Mahomed (la stessa rifiutata da Job, e mandataria dell'omicidio), il proiettile la trafigge uccidendola, ma uccide anche lo stesso Mahomed. I cannibali reagiscono, ed i tre bianchi fuggono all'interno della caverna; ormai accerchiati iniziano una lotta all'ultimo sangue, uccidono molti Amahagger ma alla fine Leo viene catturato. Mentre stava per essere giustiziato appare Ustane che si getta sopra di lui, proteggendolo; i cannibali cercano di scostarla per uccidere Leo, ma non ci riescono, e decidono di ucciderli insieme: proprio mentre stavano per eseguire il fatto, una voce tonante li ammonisce: “Fermatevi!”.

### Capitolo 9 - Un piccolo piede
Si tratta della voce di Billali, di ritorno da Kor (il luogo dove abita Lei). Egli dopo averli salvati ordina l'uccisione di tutti gli assalitori, nel modo più terribile: essi infatti saranno mandati da Lei. Nei tre giorni immediatamente successivi i tre viaggiatori si riprendono, vengono curati e riposano molto. Billali fa visita a Holly nel suo loculo, raccontandogli che quando era bambino andava ogni giorno in quello stesso loculo, dove riposava la mummia di una donna bellissima, ma non una mummia qualsiasi: infatti era diversa da quelle egizie, era sempre stata in perfetto stato di conservazione, come se la fanciulla fosse morta solo pochi minuti prima, ella era tradita solo dalla freddezza della sua pelle. Racconta inoltre di essersi innamorato di lei, e che dopo essere stato scoperto dalla madre ad osservarla, lei abbia deciso di porre fine alla questione bruciando la mummia. Comunque Billali riuscì a salvarne un piede, ed a nasconderlo sotto la lastra di pietra dove attualmente riposava Holly: il piede è ancora lì. Come se fossero passati una manciata di minuti dalla morte della ragazza mummificata, il piede è ancora roseo (la fanciulla era di carnagione bianca), grassoccio e di gradevole aroma; Holly lo mette nella sua borsa da viaggio.
Il terzo giorno dopo la lotta quasi mortale, i quattro (parte con loro anche Unstane) partono verso Kor: Lei voleva vederli.

### Capitolo 10 - Speculazioni
Partono velocemente, Holly, Leo, Job, Billali e Unstane. Attraversano paludi lugubri, piene di zanzare ed esalazioni malariche. Leo e Job prendono la Febbre e, a detta di Billali, Job di certo sopravviverà perché ha una forma “leggera” di febbre, mentre invece Leo è in forse, in quanto ne ha una forma più “pesante”. Un incidente turba la loro già non tranquilla avventura: uno dei portantini della lettiga di Billali calpesta un serpente e cade in un acquitrino, annegando e trascinando con sé la lettiga e Billali; nessuno degli uomini muove un dito per salvarli, e quindi Holly si tuffa per recuperare il Padre. Egli riemerso dalla melma lo ringrazia moltissimo, giurandogli eterna amicizia e gratitudine.

### Capitolo 11 - La pianura di Kor
Proseguono il viaggio fino ad arrivare ad un'enorme cratere vulcanico pieno di fiori e vegetazione: la pianura di Kor. Al centro di quest'ultima si erge la dimora di Lei: un'imponente montagna con una pendenza tale da apparire quasi verticale. È impossibile accedervi, e Billali spiega ad Holly che avrebbero usato un passaggio segreto, infatti successivamente Holly, Job e Ustane vengon bendati (non c'era bisogno di bendare anche Leo, in quanto in quel momento non è cosciente) e condotti all'interno di una caverna. Cunicoli e virate interminabili li aspettano, di lì fino all'uscita della grotta, dove li attende la guardia personale della sovrana, che li salutò e li scortò fino all'inizio di un'altra grotta.
Un guardiano muto e sordo li aspetta all'ingresso degli appartamenti di Lei, ed assegna una stanza a Leo ed Ustane, una stanza a Job, una a Holly ed una a Billali.

### Capitolo 12 - “Lei”
I viaggiatori si lavano e cambiano, e viene loro offerta una cena deliziosa in una sala che molto tempo prima doveva essere stata adibita a stanza per la mummificazione. Immediatamente dopo Billali e Holly vengono ricevuti dalla regina, in una sala piena di arazzi alle pareti: Holly si sente impaurito, sente lo sguardo della sovrana che lo penetra attraverso i tappeti issati come porte. Finalmente Lei si mostra: ha un velo a coprirla, ma la sua bellezza si riesce a percepire anche non vedendone il volto. Chiede a Holly per quale motivo sia così impaurito, ed è molto gentile con lui, a differenza del suo atteggiamento con Billali, il quale si prostra a quattro zampe. Ella lo perdona per la sua mancanza di autorità nel confronti della sua Famiglia e per l'attentato nei confronti degli stranieri, poi viene cacciato. Ora Holly e Ayesha sono da soli.

### Capitolo 13 - Ayesha si leva il velo
Come detto, la sovrana si mostra molto gentile con Holly, chiedendogli dapprima il significato del suo nome, e successivamente chiedendogli perché sapesse parlare arabo, come fosse diventato il mondo al di fuori della pianura di Kor. Parlando, Holly si rende conto che Lei stesse parlando di cose molto, molto antiche, di fatti accaduti più di duemila anni fa. Com'era possibile? Holly è incredulo. Chiede spiegazioni e lei gli dice di aver scoperto il segreto della vita, ma non completamente. Gli racconta di stare attendendo l'unico amore della sua vita, al quale aveva fatto un torto, e il quale rinascerà e la troverà, e allora avverrà la sua “liberazione”.
Ayesha gli mostra uno specchio d'acqua, attraverso il quale lei può vedere qualsiasi cosa abbia già visto, nella sua forma attuale: era così che li aveva individuati nel canale, e mandato la sua gente a soccorrerli. Lei avverte il turbamento di Holly, e gliene chiede la ragione: lui è in pena per Leo, che è molto malato e quasi morente; Ayesha promette di guarirlo se non si fosse ripreso per il giorno seguente.
Successivamente Holly le chiede di mostrargli il suo volto, ma lei lo avverte: come successe ad Atteone, la sua mente potrebbe non essere in grado di trattenersi dall'ardente passione, dopo aver conosciuto la Bellezza. Ma Holly è coraggioso, e Ayesha si mostra: la sua Bellezza non viene descritta, perché l'autore ritiene che non ci siano parole per spiegare ad una mente mortale così tanta magnificenza.
Prima che Holly lasci la stanza, la regina diventa furiosa: vede al dito di lui un anello con incastonato lo scarabeo di cui si parlava nel primo capitolo (Leo lo aveva fatto montare su un anello, ma lo aveva tolto in preda ai vaneggiamenti della febbre, e Holly lo aveva raccolto ed indossato per evitare che si perdesse) e lo minaccia di immediata morte se non le avesse detto come aveva fatto ad entrarne in possesso. Subito Lei si pente di aver perso il controllo, e si scusa tornando ad avere un atteggiamento cordiale ed affabile; racconta tra le lacrime che uno scarabeo di tali fattezze appartenesse moltissimi anni prima all'unico uomo che avesse mai amato. Holly si limita a dire di aver raccolto l'anello, e va via.

### Capitolo 14 - Un'anima nell'inferno
Holly torna nella sua stanza molto più che scosso: com'era possibile che quella giovane, che di certo non mostrava più di trent'anni, ne avesse in realtà più di duemila? Com'era possibile aver visto lui stesso cose nello specchio d'acqua? E com'era possibile che fosse così bella? Si era innamorato di Lei. Si era perdutamente ed irrimediabilmente innamorato di Lei, proprio lui, un misogino tra i misogini. Decide di andare a trovare Leo: come potrebbe competere con lui? Non sapeva se augurarsi la sua morte o la sua vita, ma il senso del dovere prevalse e Holly si sforzò di pensare al suo bene. Non riuscendo a dormire, ed avendo notato un cunicolo nel muro della sua camera, Holly decide di entrarvi e di esplorarlo: si ritrova in un labirinto, quando il suo lume si spegne. Tasta i muri e si guarda attorno in cerca di una luce, di cui insegue il riflesso, e finalmente si trova dietro ad un arazzo. Da uno spazio riesce a vedere un corpo morto adagiato su un tavolo, e Ayesha che si dispera piangendo su di esso: è Callicrate che giace morto sotto il fuoco della vita, e la sovrana che maledice Amenarta, la moglie di Callicrate, e si chiede se e quando potrà rivedere il suo spirito.
Holly è stupefatto da così tanta sofferenza, e rimane per un po' a guardarla, piange convulsamente e soffre come mai aveva visto nessun altro soffrire. Successivamente Holly decide di tornare nella sua camera, e dopo non poco tempo, riesce nell'impresa.

### Capitolo 15 - Ayesha amministra la giustizia
Holly si risveglia turbato e stanco, e scorge nella sua stanza Job, intento a rassettare le sue cose; si informa sulle condizioni di Leo, e Job non è rassicurante: il ragazzo (a differenza di lui stesso, che si era rimesso in gran fretta) sta notevolmente peggiorando, e se non migliora nell'arco della giornata morirà quella notte stessa. Si recano entrambi nella sala da pranzo per la colazione, dove incontrano Billali, il quale informa Holly che Lei vuole vederlo immediatamente.
Holly si reca da Ayesha, la quale gli annuncia che giustizia sarà fatta: di lì a poco avrebbe condannato i loro assalitori. Nella sala grande si radunano le guardie, i servitori e le ancelle mute, Billali, Holly e coloro che avevano tentato di ucciderli: questi ultimi supplicano il perdono, ma la sovrana li condanna alla più terribile delle pene, il tempio delle torture.
Holly stesso chiede ad Ayesha di perdonarli, ma ella è irremovibile: doveva essere dura e spietata, non perché si divertisse ad uccidere persone, ma piuttosto per ricordare a tutto il popolo il suo potere.

### Capitolo 16 - Le tombe di Kor
Ayesha manda via tutto il suo pubblico, e rimane sola con Holly; decide di mostrargli le meraviglie della sua caverna, che migliaia di anni prima era stata la reggia dei sovrani di Kor, un popolo più antico del popolo cristiano, più antico di quello egizio, più antico di ogni popolo conosciuto.
Si addentrano in un corridoio scosceso, dove Ayesha traduce per lui delle iscrizioni che testimoniavano la caduta dell'impero di Kor, a causa di una terribile pestilenza seguita da una carestia. A scrivere è il sommo sacerdote, il quale chiarisce che con grande dispiacere, essendo i morti troppi in quel periodo, non si era potuto procedere all'imbalsamazione tradizionalmente prevista per ogni morto, e quindi i cadaveri erano stati gettati in una sorta di fossa comune, nel pozzo all'interno della grotta.
Ayesha lo conduce fino a quel luogo spaventoso: una fossa enorme, con una montagna di cadaveri (alcuni ridotti ad ossa, altri discretamente conservati) che sembravano guardarli. Era stata la fine del popolo di Kor. La regina si chiede a cosa serva fuggire la morte se comunque un giorno comunque essa deve catturarti, e poi... che senso avrebbe non voler morire quando in realtà la morte non è altro che la notte della vita? Nessuno muore davvero finché il mondo e tutti gli altri mondi esistono, la vita si risveglia, perché la morte, secondo Ayesha, è solo un capitolo di un'esistenza che dura in eterno.

### Capitolo 17 - Salvato in extremis
Ayesha invita il suo ospite nelle sue stanze, per parlare. Si toglie il velo, rivelandogli la sua infinita bellezza, e lo interroga su quest'ultima: lui in preda ad un impeto di passione cade a terra e le dichiara il suo immenso amore, ma lei diventa quasi dura: era innamorata di un altro uomo, e quindi Holly avrebbe fatto bene a tenere a freno la sua passione.
Cambiando argomento, Ayesha lo interroga sulle nuove religioni, quali il cattolicesimo e l'islam. Com'erano nate? Quando? Chi erano i loro profeti?
Stanca poi della discussione, propone di dedicarsi a Leo, ritirandosi nel suo laboratorio per preparare una pozione adeguata, e chiedendo ad Holly di aspettarla nella stanza del ragazzo.
Holly esegue gli ordini, e si reca nella stanza del giovane: Leo è ad un passo dalla morte. Fortunatamente la regina arriva in tempo, ed ordina a Job e Ustane di uscire (in un primo momento Ustane si rifiuta, ma poi esegue l'ordine). Non appena vede il volto di Leo, Ayesha urla e comincia a disperarsi, è davvero lui? Callicrate, il suo Callicrate era proprio lì, morente, dinanzi a lei. Era agonizzante, e quindi i due si sbrigano a somministrargli la pozione: per cinque lunghissimi minuti Leo non da segni di vita, ma poi sospira, vivo.
Ayesha è in lacrime, dichiara di aver vissuto duemila anni di inferno, e di aver finalmente ritrovato il suo unico amore.
Holly è pazzo di gelosia.

### Capitolo 18 - “Vattene, donna!”
La regina si ricorda subito della presenza di Ustane, e la vede come la reincarnazione di Amenarta. Decide di ucciderla, cosicché avrebbe potuto avere l'amore esclusivo di Leo. Holly non può e non vuole lasciare che Ustane venga uccisa, allora cerca di intercedere, dicendole che non sarebbe giusto uccidere la donna che salvò la vita al suo amato; quindi Ayesha si fa impietosire e decide di risparmiarla. La convoca e le dice che non avrebbe mai dovuto accostarsi a Leo, in quanto era uno straniero, ma le dice che per questo errore può perdonarla, in quanto dettato dall'ignoranza; ma le intima di sparire, andare lontano e non cercare mai più Leo, altrimenti incontrerà la morte. Ustane si rifiuta, e Ayesha la fulmina sbiancandole alcune ciocche di capelli, e le dimostra che può ucciderla a suo piacimento. Ustane se ne va disperata e la regina dice a Holly che mai e per nessun motivo avrebbe dovuto rivelare qualcosa dell'accaduto a Leo, pena la morte.
Leo si sveglia, e subito chiede di Ustane, ma per due giorni non ottiene risposte; mancanza giustificata dalle sue condizioni di salute. Quando però si rimette del tutto Ayesha gli dice che Ustane era stufa di aspettare che lui si rimettesse, e quindi aveva lasciato Kor. Leo è confuso ed incredulo.

### Capitolo 19 - “Voglio un caprone nero!”
Ayesha invita i suoi ospiti ad un ballo organizzato in loro onore la sera stessa. Scoprono che il concetto di ballo nella pianura di Kor era radicalmente diverso da quello che avevano in Inghilterra: la festa si tiene all'aperto, ma la luna non è ancora uscita, di conseguenza era tutto buio, e gli stranieri cominciano a chiedersi come avrebbero fatto a vedere cosa li circondasse. La risposta arriva quando decine di sagome indistinte arrivarono correndo, con delle enormi torce accese, ma c'è qualcosa di strano. Infatti, subito si accorgono che le torce non sono altro che mummie infuocate.
La situazione diventa ancora più macabra quando una donna apparentemente indemoniata comincia a urlare dicendo che voleva un caprone nero, sbraitava in prenda alle convulsioni, e smette solo quando le viene ucciso davanti il caprone che lei chiedeva e le è concesso di bere il suo sangue, poi tutto torna alla “normalità”.
Entrano nel cerchio intorno al falò di mummie alcune persone travestite da animali, un leone, un leopardo, un babbuino, un bue e così via. Holly e Leo che in quel momento giravano per lo spiazzo osservando le mummie, vengono avvicinati dal leopardo, che li chiama con l'inconfondibile voce di Unstane. Quest'ultima li conduce in un cunicolo senza luce, dove spiega in fretta la situazione a Leo, e gli chiede di fuggire immediatamente insieme, altrimenti sarebbero stati uccisi dalla sovrana, ma vengono interrotti da un rumore: Lei è proprio dietro di loro, che sogghigna.

### Capitolo 20 - Trionfo
I protagonisti vengono tutti quanti condotti dalla regina all'interno della “reggia”, e abbiamo un lungo battibecco tra Ayesha e Ustane, nel quale quest'ultima dice alla regina che è pronta a morire per suo marito, poiché lo ama e lui ama lei, ed inoltre le dice che lui non amerà mai Ayesha come ama Ustane, poiché Ayesha è un'assassina. Leo difende sua moglie, ma nulla può contro Ayesha, la quale decide di uccidere Ustane, che viene fulminata e cade a terra senza vita.
Ayesha spiega che lui è in realtà la reincarnazione del defunto Callicrate, e che Ustane non è altro che Amenarta. Il giovane si rifiuta di credere una cosa del genere ed inizia un'invettiva contro la sovrana, la quale lo avverte: non appena lei si sarebbe tolta il velo, lui sarebbe caduto ai suoi piedi.
E così accade: Ayesha si leva il sudario bianco, e si mostra in tutta la sua inumana bellezza: Leo è sotto shock, come potrebbe una donna essere così terribilmente bella? E poi, aveva davvero più di duemila anni?
Il giovane lotta contro se stesso e contro i suoi stessi sentimenti, non poteva sentirsi così attratto dalla rea assassina della sua amata moglie, eppure non riusciva a frenare il fortissimo sentimento di attrazione nei suoi confronti e cede, dichiarando (seppur con un velo di tristezza) il suo amore per lei.
Ayesha ride, dicendo che non c'era voluto poi così tanto tempo a convincerlo.
La scena termina con la sovrana che conduce i nostri protagonisti nella cripta dove riposa da più di duemila anni Callicrate, la stessa sala dove la notte precedente Holly l'aveva vista a dannarsi maledicendo Amenarta.

### Capitolo 21 - Il morto ed il vivo si incontrano
Holly e Leo vengono condotti nella cripta che ospitava Callicrate da più di duemila anni, e Ayesha prima di togliere il sudario che ricopriva l'uomo spiega di aver dormito lì accanto a lui sulla dura pietra per tutte quelle generazioni, in quanto non le era sembrato giusto che lei potesse dormire sul morbido quando il suo amato giaceva su una lastra di roccia.
È arrivato il momento, e la regina toglie il velo a Callicrate: tutti rimangono basiti, non è possibile. L'uomo che giace davanti a loro è uguale a Leo, a parte che sembra meno giovane: non avevano mai visto due gemelli più somiglianti di loro, com'era possibile? Non poteva essere vero.
Ayesha rivela la ferita al petto che uccise Callicrate, e spiega a Leo di essere stata lei ad ucciderlo, in preda ad un impeto di follia e gelosia. Spiega che lo ha compianto per duemila anni, ma che l'ora è arrivata, lui è tornato e lei gli donerà una nuova vita: gli promette la vita (non eterna, perché nessuno può vivere in eterno, ma una vita di decine di migliaia di anni), la ricchezza, il potere e tutte le cose che un uomo normale non potrebbe avere, e l'Amore. Quest'ultima ad un tratto prende un'anfora, con dentro della polvere; la sparge sul corpo del defunto, avendo cura che non un granello colpisse alcuno dei presenti: nel giro di cinque minuti il corpo (avvolto ormai da un fumo bianco) si sgretola completamente, lasciando solo un mucchietto di polvere: il corpo del defunto Callicrate non ha più ragione di essere lì, Callicrate è rinato.
Successivamente li manda a dormire, poiché avevano sicuramente bisogno di riposare; Leo arrivato in camera comincia a maledirsi, ed afferma che la sua mente è lucida, e capisce benissimo che non dovrebbe amarla, ma che non riesce a farne a meno.
Holly del resto, capisce benissimo la situazione, ed afferma che anche secondo lui, Leo non potrebbe fare diversamente.

### Capitolo 22 - Job ha un presentimento
La mattina seguente Job aspetta che Leo esca a fare una passeggiata, e rivela ad Holly di avere un brutto presentimento: infatti la notte stessa aveva sognato suo padre, il quale gli annunciava la sua morte imminente. Job, abbastanza rassegnato al fatto di dover morire ancora giovane, chiede a Holly che, semmai fosse uscito vivo da quella storiaccia, sarebbe stato bello se avesse conservato un buon ricordo di lui.
Holly cerca di non prenderlo sul serio, attribuendo il presentimento alla situazione effettivamente troppo tetra, ma era comunque in ansia anche lui.
Si recano da Ayesha, la quale dice loro di prepararsi per un breve viaggio, poiché lei, Holly e lei si sarebbero recato nel luogo che ospitava il fuoco della vita, e nel quale si sarebbero immersi per diventare come la regina. Holly non è convinto di volerlo fare, e le dice che così tanti anni non sono nella natura dell'uomo, che non contano le ricchezze ed il potere, e che non vorrebbe sentirsi mangiare dai vermi della memoria, anziché da quelli della carne. La verità comunque, era che non poteva sopportare una vita di generazioni e generazioni spesa a pensare all'amore non coronato di Ayesha, ma ovviamente non lo dice.
Ayesha poi manifesta il desiderio di andare in Inghilterra con Leo, promettendogli il trono dell'impero Inglese, ma Leo non vuole, dichiarando di stimare molto la regina attuale. Questo fatto preoccupa molto Holly, il quale ha effettivamente paura che Ayesha assoggetti tutto il mondo con il suo potere.

### Capitolo 23 - Il tempio della verità
La mattina seguente i nostri protagonisti sono pronti per partire: per il viaggio (per motivi che l'autore non riporta) è prevista solamente una lettiga per Ayesha, ma gli stranieri sono contenti di questo, dopo aver passato così tanti giorni all'interno del labirinto di caverne. Muovendosi tra le rovine dell'antica Kor, sono stupiti della magnificenza dei resti dell'impero, la maggior parte delle costruzioni sono perfettamente conservate, ed è tutto così grandioso.
Al calar del sole, Ayesha decide che dovranno accamparsi per la notte, e sceglie proprio il posto dove due millenni prima si era accampata con Callicrate ed Amenarta: le rovine dell'antico Tempio della Verità. I servi sordomuti preparano per la notte, e tirano fuori le vivande: Leo senza saperlo, si sistema esattamente nello stesso punto dove duemila anni prima era stato sistemato il corpo di Callicrate.
Dopo mangiato, Ayesha li conduce all'interno del Tempio vero e proprio, dove c'è una statua di una donna che appare bellissima, velata in viso: la statua della Verità, dea venerata dall'antico popolo di Kor, con sotto riportata un'iscrizione che Ayesha ha premura di tradurre loro. In sintesi, ogni uomo sa che non troverà mai la Verità, ma la cerca per tutta la vita, e solo la morte potrà soddisfare questa ricerca.

### Capitolo 24 - Un ponte sull'abisso
Al levar del sole i nostri protagonisti vengono svegliati dai sordomuti, e riprendono il cammino; arrivati dal limite di una parete rocciosa quasi verticale, Ayesha annuncia che era ora di abbandonare i servi e le comodità e di proseguire a piedi (i servi e Billali ricevono l'ordine di attendere il loro ritorno). Job ha paura di restare da solo con quelli che definiva selvaggi, e chiede di andare con loro.
Lasciano quasi tutto, eccezion fatta per un paio di lampade, il cibo e un'asse di circa cinque metri, comincia l'arrampicata: dopo aver scalato circa una ventina di metri, trovano un sentiero naturale che li conduce in una caverna naturale. Accendono le lampade e percorrendo questa irregolare e lunga caverna si trovano dinanzi ad un precipizio; comincia a tirare un vento fortissimo che li scuote (evidentemente c'era qualche foro nella roccia che permetteva all'aria di incanalarsi). Ayesha cammina davanti a loro, conducendoli su di uno sperone nella roccia, che si ergeva sul nulla; sotto di loro c'era semplicemente un abisso.
La regina intima loro di fare attenzione alle raffiche di vento, che avrebbero potuto farli capitolare.
Arrivano al limite dello sperone trovano il vuoto, ma tutto a un tratto la caverna viene illuminata da una luce fortissima: il sole stava tramontando, e tramite dei fori, la sua luce rifletteva perfettamente, irradiando la grotta. Questa luce permette ad Ayesha di posizionare l'asse, in modo da creare un passaggio fino all'altro lato del burrone, che lei attraverserà per prima, seguita da Holly, Leo, e con non poche difficoltà Job, il quale si salva da una morte certa solamente grazie alla mano tesa di Holly, aggrappata quasi per caso.

### Capitolo 25 - Lo spirito della vita
Procedendo all'interno della grotta Ayesha racconta dell'eremita che abitava quel luogo due millenni prima, un uomo che aveva scoperto il segreto del fuoco della vita, ma che per coscienza non aveva mai toccato; racconta di aver ammaliato l'uomo con la sua bellezza e con le sue arti, per carpire i segreti della Fiamma.
Siccome era un uomo molto vecchio, lei attese la sua morte, e proprio quando stava per recarsi nuovamente nella grotta incontrò il defunto Callicrate e sua moglie Amenarta; condotti i due nella grotta, ella contava di usufruire del fuoco della vita con Callicrate, il quale avrebbe sicuramente preferito lei a sua moglie. Ma così non fu, e Ayesha lo uccise con lo stesso giavellotto di lui (da notare la differenza tra il racconto di Ayesha, la quale afferma di averlo ucciso con l'arma poiché non conosceva ancora i suoi poteri, e il racconto scritto sul coccio di Amenarta, la quale scrive che Callicrate fu ucciso dalla magia di Ayesha).
Procedendo nella grotta, si addentrano per una discesa fatta a mo' di scalinata, fino a scorgere il riflesso di una luce in un'altra caverna; vi entrano e si trovano davanti al Fuoco della Vita.
Si sentono immediatamente sconvolti da questa visione, che li rende positivi e gli provoca degli strani sentimenti di ottimismo, tanto che Holly cambia idea e decide di immergersi nella fiamma anche lui.
Anche Ayesha decide di immergersi una seconda volta nel fuoco, tanto male non può farle, ed accrescere la propria bellezza, vita e conoscenza non può che farle del bene.

### Capitolo 26 - Quel che vedemmo
Ayesha si spoglia completamente, e come Eva si copre con i suoi capelli: doveva essere nuda per immergersi, altrimenti il fuoco avrebbe consumato i vestiti.
Una volta che entrata nella fiamma, Leo, Job e Holly si ritrovano ad assistere ad uno spettacolo allucinante: Ayesha è come catturata da questo fuoco, ed è una visione celestiale, completamente assorbita da questo, ne respira il contenuto, ma tutto a un tratto cambia sguardo: i suoi occhi non hanno più la stessa luce, il suo viso ha un'espressione contratta.
Esce dal fuoco e si accosta a Leo, ma non riesce a vederlo bene, poiché una patina bianca le sta compromettendo la vista; il suo corpo si sta raggrinzendo ad una velocità terrificante. Diventa sempre più piccola, fino a raggiungere la statura di una scimmietta; non vede più nulla, il suo corpo è solcato da rughe profonde, e somiglia ad un'antica mummia conservata male.
Ayesha si rende conto di quello che le sta accadendo, e prima di cadere a terra morta dice a Leo che tornerà, ed ancora sarà bella per lui.
Durante la sua trasformazione, Job perde conoscenza, e alla morte di Ayesha anche Leo e Holly cadono a terra svenuti; Holly è il primo a risvegliarsi, e dopo aver ripreso un po' di vigore va da Job per svegliarlo: ma i presagi del servo si rivelarono esatti, infatti egli era morto di terrore. Prima di svegliare Leo, Holly ha la premura di coprire il corpicino raggrinzito di Ayesha con le bianche vesti di lei. Leo si sveglia quasi subito, ma non sembra più il ragazzo giovane e vigoroso che fu fino all'entrata nella grotta, ma appare invecchiato di almeno vent'anni: i suoi capelli ricci e biondi si stavano rapidamente ingrigendo, fino a diventare bianchi. Egli è molto scosso, e afferma che mai avrà di nuovo a che fare con delle donne, e finché vivrà attenderà il ritorno di Lei.
I due superstiti si chiedono reciprocamente se abbiano voglia di fare un bagno nel fuoco, ma come è facile pensare, preferiscono entrambi non farlo, e decidono di mettersi alla ricerca di un modo per uscire di lì.

### Capitolo 27 - Bisogna saltare
Il tragitto verso l'uscita è più difficile del previsto: non conoscevano la strada. Fortunatamente Holly aveva tenuto mappa del sentiero mediante la forma delle rocce, e così riescono a risalire fino al salto per lo sperone. Il fatto è che l'olio della loro lampada era quasi esaurito, e comunque la luce di quest'ultima non sarebbe bastata ad illuminare la grotta fino al punto di consentire loro di vedere dove esattamente fosse lo sperone, quindi dovevano necessariamente attendere il tramonto, in maniera tale da sfruttare il riflesso dei raggi solari.
Aspettarono forse qualche ora al buio, fino all'arrivo del tramonto. Holly salta per primo, ma manca lo sperone con i piedi, e riesce solamente ad aggrapparsi con le mani, rimanendo appeso; Leo salta dopo di lui e lo salva.
Il tramonto passa ed i due rimangono nuovamente al buio. Impiegano tutta la notte per uscire dalla galleria, ma finalmente riescono e si avvicinano carponi fino al punto dove Billali ed i sordomuti avevano avuto ordine di aspettarli.
Billali rimane shoccato dalla vista dei due sopravvissuti (infatti erano in condizioni al limite della morte), allora dà loro del brodo e li fa coricare, salvandogli la vita.

### Capitolo 28 - Al di là della montagna
Holly racconta a Billali che Ayesha è morta, ma il vecchio non ci crede molto, poiché per quanto ne sapeva lui, la regina è immortale, e soprattutto generazioni fa ella era sparita per qualche anno per poi tornare. Comunque, Billali avverte Holly del pericolo concreto per il fatto che, se fosse vera la notizia della morte della sovrana, lui e il giovane Leo non avrebbero scampo: infatti sono odiati da tutti gli Amahagger, i quali alla notizia della morte della loro regina, li avrebbero sicuramente uccisi con la pentola.
Billali comunque suggerisce loro un passaggio alternativo, prima superando la montagna, e poi oltre le paludi; lui avrebbe potuto guidarli solo fino alla fine di queste ultime, facendo credere ai suoi uomini che sia per ordine di Lei.
Così fa, e per tre giorni lui, Leo e Billali viaggiano, finché non arrivano al limite degli acquitrini. Dopo avrebbero dovuto cavarsela da soli: ci mettono un anno e nove mesi, ma alla fine riescono a tornare a casa.

## Opere derivate

### Seguiti
Il libro ha avuto tre seguiti, tutti scritti dallo stesso Haggard:
- Il ritorno di Ayesha o Il ritorno di Lei (Ayesha: The Return of She, 1905)
- She and Allan (1921)
- Wisdom's Daughter: The Life and Love Story of She-Who-Must-Be-Obeyed (1923)

### Filmografia
- La colonne de feu (1899)
- She (1908)
- She (1911)
- She (1916)
- She, regia di Kenean Buel (1917)
- She, regia di Leander De Cordova e G.B. Samuelson (1925)
- La donna eterna (She), regia di Lansing C. Holden e Irving Pichel (1935)
- La dea della città perduta (She), regia di Robert Day (1965)
- She (1982)
- She (2001)

### Fumetti
Al romanzo si sono ispirate varie opere a fumetti, tra cui una parodia Disney intitolata Topolino e la fiamma eterna di Kalhoa e un'avventura di Cino e Franco intitolata La misteriosa fiamma della regina Loana. Quest'ultimo testo, a sua volta, diventa il titolo dell'ultimo romanzo di Umberto Eco. È curioso notare che Eco parla del fumetto come di un testo che aveva affascinato il protagonista del suo romanzo (che ha forti componenti autobiografiche), mostrandosi apparentemente inconsapevole dell'ascendente letterario.
Una riduzione a fumetti viene pubblicata sul Corriere dei Ragazzi tra il 1975 e il 1976 ad opera di Mino Milani (sceneggiatura) e Guido Buzzelli (disegni).

## Influenze
La donna eterna è uno dei romanzi più influenti della letteratura moderna. Diversi autori, tra cui Rudyard Kipling, Henry Miller, Graham Greene, J.R.R. Tolkien e Margaret Atwood, ne hanno riconosciuto l'importanza per la propria scrittura e per quella di altri. Con 83 milioni di copie vendute, La donna eterna è uno dei romanzi più venduti di sempre ed è stato tradotto in 44 lingue. Il romanzo è citato nelle teorie psicoanalitiche di Sigmund Freud e Carl Jung; quest'ultimo lo cita come una delle figure dell'Anima.